# Melanochaeta basilaris
Melanochaeta basilaris är en tvåvingeart som först beskrevs av Adams 1905.  Melanochaeta basilaris ingår i släktet Melanochaeta och familjen fritflugor.
Artens utbredningsområde är Zimbabwe. Inga underarter finns listade i Catalogue of Life.